# Droga wojewódzka nr 578
Droga wojewódzka nr 578 (DW578) – droga wojewódzka w centralnej Polsce w województwie kujawsko-pomorskim przebiegająca przez teren powiatu bydgoskiego, w całości położona na terenie Gminy Dąbrowa Chełmińska. Droga ma długość 0,6 km. Łączy stację kolejową Ostromecko z centrum miejscowości Ostromecko koło Bydgoszczy.

## Przebieg drogi
Droga rozpoczyna się na skrzyżowaniu przy stacji kolejowej Ostromecko. Następnie kieruje się w stronę północną, później skręca na zachód i po 0,4 km dociera do prowadzącej między innymi w kierunku centrum miejscowości Ostromecko drogi wojewódzkiej nr 551. 

## Miejscowości leżące przy trasie DW578
- Ostromecko